# Đồng nhất
Đồng nhất là sự giống nhau về cấu trúc hoặc tính chất tại mọi vị trí không gian của một vật thể hay một hệ thống. Khái niệm này có thể áp dụng cho nguyên tử, quần thể sinh học, vật rắn, dung dịch lỏng, thiên hà hay cho cả vũ trụ. Một vật thể hay hệ thống có thể được coi là đồng nhất ở tầm vĩ mô, hoặc ở quy mô tương đương với kích thước của nó, nhưng khi đi vào vi mô, hoặc ở quy mô rất nhỏ so với kích thước của nó, thì nó có thể không còn đồng nhất nữa .
Phi đồng nhất chỉ tính chất của một vật thể hay một hệ thống không có tính đồng nhất.